# Главни рудници Валоније
Већа рударска места Валоније (фр. Sites miniers majeurs de Wallonie; хол. Belangrijkste mijnsites van Wallonië) група је од четири рудника у Валонији, у јужном делу Белгије. Сматрају се најочуванијим рудницима угља из 19. и 20. века у држави. Пошто представљају утопијски архитектуру ране индустријске ере Европе с крајње интегрисаним индустријским и урбаним комплексима, 2012. су уврштени на УНЕСКО-в списак Светске баштине у Европи.
Те посебности представљају рудник угља и Раднички град Гран-Орну, које је дизајнирао Бруно Ренар у првој половини 19. века, док је Бос-де-Лук, углавном изграђен од 1838. до 1909. године, садржи и један од најстаријих рудника угља у Европи из 17. века.

## Списак главних рудника
У Валонији је некада постојало на стотине рудника угља, али су они углавном изгубили своју инфраструктуру, осим четири заштићена локалитета (који чине 170 км² дуг и 3-15 км² широк појас који пресеца Белгију од истока ка западу):
| Број  | Слика | Рудник         | Општина (Покрајина) | Координате                                          | |
| ----- | ----- | -------------- | ------------------- | --------------------------------------------------- | --- |
| Бр. 1 |       | Гран-Орну      | Бусу (Ено)          | 50° 16′ 01″ С; 3° 30′ 08″ И / 50.267° С; 3.5022° И  | Гран-Орну је изгради Енри Де Жорж од 1810—1830. године који је имао јединствен функционални план рударског града. У његовом кругу налазе се радионице, уреди и резиденција ”Дворац ждрела“ у неокласичном стилу с луковима, тремовима и полукружним прозорима. 2010. године насеље је прославило 200. година постојања. |
| Бр. 2 |       | Бос-де-Лук     | Ла Лувијер (Ено)    | 50° 16′ 53″ С; 4° 05′ 24″ И / 50.2814° С; 4.0900° И | Изграђен од 1838—1853. године, био је у употреби све до 1973. године, али је радничко насеље потпуно сачувано и још увек је насељено, док је рудник угља претворен у музеј 1983. године. Око рудника Сент-Емануел се налази још увек нетакнуто село Бос-де-Лук површине 2 хектара, шљаке гомиле, железничка пруга, радионице, уреди, дворац равнатеља, те виле инжењера и 166 рударских кућа, кафић и дворана, црква Свете Барбаре, школе и болнице.                     |
| Бр. 3 |       | Бос ду Казијер | Марсинел (Ено)      | 50° 13′ 30″ С; 4° 15′ 48″ И / 50.2251° С; 4.2634° И | Рудник угља из 19. века је постао славан по, нажалост, најстрашнијој рударској несрећи у историји Белгије која се догодила 8. августа 1956. године када је страдало 262 рудара на 975 метара дубине у јами Сент-Чарлс. Узроци несреће су углавном били застарела опрема и слабо обучено особље, што је довело до построжавања сигурносних прописа за све руднике у Белгији. Рудник је затворен 1967. године и сада је спомендом и рударски музеј с улазом у рудник угља. |
| Бр. 4 |       | Блени-Мин      | Блени (Лијеж)       | 50° 24′ 40″ С; 5° 25′ 55″ И / 50.4112° С; 5.4319° И | Рудник је имао две осовине за вентилацију од спољне галерије висине од 8 спратова, с најдубљом тачком од 530 м² поред рудника Терил Блегни. Експлоатација угља је прекинута 1980. године, а потом је рудник отворен за јавност као туристичка атракција. Обилазак рудника могућ је с истраживањем галерија до 30 и 60 метара дубине. |